# Cruz Keynesiana

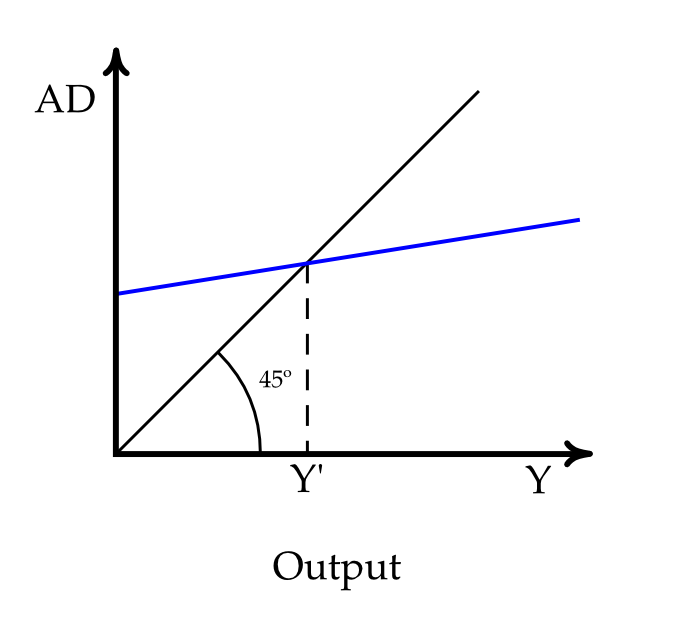
Diagrama da cruz keynesiana

O diagrama da cruz keynesiana é uma formulação das ideias centrais da Teoria Geral de John M. Keynes. Ele apareceu primeiro como um componente central da teoria macroeconômica, como foi ensinado por Paul Samuelson em seu livro, Economia: Uma Análise Introdutória. A cruz keynesiana traça a renda agregada (rotulada como Y no eixo horizontal) e o gasto total planejado ou o gasto agregado (rotulado como AD no eixo vertical). 

## Visão geral
No diagrama da cruz keynesiana, a linha azul ascendente representa a demanda agregada por bens e serviços de todas as famílias e empresas como uma função de sua renda. A linha de 45 graus representa uma curva de oferta agregada que incorpora a ideia de que, enquanto a economia estiver operando com menos que o pleno emprego, qualquer coisa demandada será suprida. O dispêndio agregado e o rendimento agregado são medidos dividindo-se o valor monetário de todos os bens produzidos na economia em um determinado ano por um índice de preços. O resultado é referido como Produto Interno Bruto Real. 
A soma de todos os rendimentos auferidos na economia em um determinado período de tempo é identicamente igual à soma de todas as despesas, uma identidade resultante do fluxo circular de renda. Mas nem todas as despesas são planejadas. Por exemplo, se uma fábrica de automóveis produz 1.000 carros, mas nem todos são vendidos, os carros não vendidos são rotulados como investimento de estoque nas contas do PIB. A renda obtida pelas pessoas que produziram esses carros é parte da renda agregada e o valor de todos os carros produzidos é parte da despesa total. Mas apenas o valor dos carros vendidos é parte do gasto agregado planejado. 
No diagrama, o nível de equilíbrio da renda e do gasto é determinado onde a curva da demanda agregada cruza a linha de 45 graus. Neste ponto, não há acumulação não intencional de inventários. O ponto de equilíbrio é rotulado como Y ' . Sob suposições padrão sobre os determinantes do dispêndio agregado, a curva AD é mais plana que a linha de 45 graus e o nível de equilíbrio de renda, Y ', é estável. Se a renda for menor que Y ', a despesa agregada excede a renda agregada e as empresas descobrirão que seus estoques estão caindo. Eles vão contratar mais trabalhadores, e a renda aumentará, causando um movimento de volta para Y ' . Inversamente, se a renda for maior que Y ', a despesa agregada é menor do que a renda agregada e as empresas descobrirão que os estoques estão aumentando. Eles vão demitir trabalhadores e os rendimentos vão cair. Y é o único nível de renda em que não há desejo das empresas de mudar o número de pessoas que empregam. 
O emprego agregado é determinado pela demanda por mão-de-obra à medida que as empresas contratam ou demitem trabalhadores para recrutar mão-de-obra suficiente para produzir os bens demandados para atender às despesas agregadas. Na teoria econômica keynesiana, presume-se que o equilíbrio ocorra a um nível inferior ao pleno emprego, uma suposição que se justifica apelando para a conexão empírica entre emprego e produção, conhecida como lei de Okun. 
A despesa agregada pode ser dividida em quatro partes componentes. Estes consistem em despesa de consumo C, despesa de investimento planeada, I p, despesa governamental em bens e serviços, G e exportações líquidas de importações, NX. Na exposição mais simples da teoria keynesiana, a economia é considerada fechada (o que implica NX = 0), e o investimento planejado é exógeno e determinado pelos espíritos animais dos investidores. O consumo é uma função afim de renda, C = a + bY, onde o coeficiente de inclinação b é chamado de propensão marginal a consumir. Se qualquer um dos componentes da demanda agregada, a, I p ou G aumenta, para um dado nível de renda, Y, a curva de demanda agregada se desloca e a interseção da curva AD com a linha de 45 graus se desloca para a direita. Da mesma forma, se qualquer um desses três componentes cair, a curva AD se deslocará e a interseção da curva AD com a linha de 45 graus se deslocará para a esquerda. Na Teoria Geral, Keynes explicou a Grande Depressão como uma mudança para baixo da curva AD causada por uma perda de confiança nos negócios e um colapso no investimento planejado.

## Formulação original
A cruz keynesiana é uma simplificação das ideias contidas nos quatro primeiros capítulos da Teoria Geral . Difere de várias maneiras significativas da formulação original. Em sua formulação original, Keynes visualizou um par de funções que ele chamou de demanda agregada e uma função de oferta agregada. Mas, ao contrário da formulação do livro de Samuelson, essas não eram relações entre o gasto agregado real e a renda agregada real. Eles foram encarados como relações entre o PIB e o volume de emprego. Keynes dedicou um capítulo inteiro da Teoria Geral, capítulo 4, à escolha das unidades. No livro, ele usa apenas duas unidades: unidades de dinheiro e horas de trabalho. O PIB pode ser medido de forma inequívoca em unidades monetárias, como dólares ou euros, mas não podemos somar toneladas de aço e quilos de laranjas. Keynes reconheceu que o trabalho não é homogêneo, mas propôs resolver esse problema argumentando que, se um cirurgião cerebral é pago dez vezes mais do que um coletor de lixo, o neurocirurgião está fornecendo dez vezes mais unidades de trabalho efetivas . Essa construção leva a uma formulação alternativa da medida do PIB que pode ser construída dividindo-se o valor em dólares de todos os bens e serviços produzidos em um determinado ano por uma medida do salário monetário.
Na formulação original da economia keynesiana na Teoria Geral, Keynes abandonou o conceito clássico de que a demanda e a oferta de trabalho são sempre iguais e, em vez disso, simplesmente abandonou a curva de oferta de trabalho de sua análise. O fracasso de Keynes em fornecer uma micro-fundamentação alternativa à sua teoria levou a um desacordo generalizado sobre os fundamentos intelectuais da economia keynesiana. 

## Suposições
A cruz keynesiana produz um equilíbrio sob várias suposições. Primeiro, a curva AD (azul) é positiva. A curva AD é assumida como positiva porque um aumento na produção nacional deve levar a um aumento na renda disponível e, assim, um aumento no consumo, o que compõe uma parcela da demanda agregada. Em segundo lugar, a curva AD é assumida como tendo um intercepto vertical positivo. A curva AD deve ter um intercepto vertical positivo para cruzar a curva AD = Y. Se as curvas não se cruzarem, não haverá equilíbrio e nenhuma saída de equilíbrio poderá ser determinada. A curva AD terá um intercepto vertical positivo, desde que exista alguma demanda agregada - de gastos do consumidor, investimento, exportações líquidas ou gastos do governo - mesmo que não haja produção nacional.  A inclinação da curva AD é mais acentuada, dado um alto valor multiplicador.